# De Bunker (televisieserie)
De Bunker is een Vlaamse televisieserie bestaande uit twee jaargangen, die draait rond een cel van de Belgische Staatsveiligheidsdienst in Antwerpen. Zowel de operaties van de agenten, als (de impact op) hun privéleven komen daarbij aan bod.
In Vlaanderen werd het eerste seizoen uitgezonden op VTM. Het tweede seizoen is vanaf 25 februari 2022 te bekijken via streamingdienst Streamz. Vanaf 9 maart 2023 werd het tweede seizoen alsnog uitgezonden op VTM. In Nederland zijn beide seizoenen uitgezonden op Fox.

## Rolverdeling

### Hoofdrollen
- Greg Timmermans als Alexander Van Praet
- Eline Kuppens als Cloé De Meester (enkel in seizoen 1)
- Sven De Ridder als Rob Verbraeken
- Sachli Gholamalizad als Farah Tehrani
- Hilde Van Mieghem als Rosa Feldmann
- Pieter Verelst als Vincent Kuppens (enkel in seizoen 2)
- Greet Verstraete als Nina Van Hoof (enkel in seizoen 2)

### Terugkerende rollen
- Erik Goris als hoofdinspecteur Anthierens
- Steven Van Watermeulen als Marc Somers
- Charlotte Vandermeersch als Valerie (enkel in seizoen 1)
- Lien De Graeve als Laura (enkel in seizoen 1)
- An Miller als Inès (enkel in seizoen 2)

### Gastrollen
Seizoen 1
- Filip Peeters als Pierre Mertens
- Stef Wauters als zichzelf, VTM-nieuwsanker
- Birgit Van Mol als zichzelf, VTM-nieuwsanker
- Pieter Genard als Arne Simons
- Mathias Vergels als Kobe Demulder
- Peter Thyssen als Robert De Meester
- John Flanders als Chaim Rosenthal
- Wim Danckaert als Felix Tambuyser
- Bas Teeken als Arjan Scheepers
- Pieter Bamps als Chris Rogiers
- Natali Broods als Sonja Tambuyser

- Mathias Sercu als Rudy Vromman
- Johan Heldenbergh als Jan Marius
- Peter Van De Velde als Olivier Gabriëls
- Mathias Van Mieghem als Ruben De Bruyne
- Tom De Hoog als Björn Verboven
- Sam Bogaerts als Ludo Trioen
- Charlotte Anne Bongaerts als Elise Depoorter
- Aza Declercq als An Vandewalle
- Bart Hollanders als Marco Depreeter
- Mungu Cornelis als Emile De Soete
- Alejandra Theus als Nathalie Gijsels

- Serge-Henri Valcke als Moshe Birnbaum
- Ellen Petri als Marie Crombez
- Suzanne Saerens als Esther Groenberg
- Raouf Hadj Mohamed als Rahim Nabilsi
- Willy Thomas als Walter De Bruyne
- Anneke van Hooff als Emma Diels
- Tom Van Bauwel als Gunter De Nolf
- Stan Van Samang als Koen Verachtert
- Mark Vandenbos als relatietherapeut
- Simon Van Buyten als assistent

Seizoen 2
- Thomas Ryckewaert als Bruno Lanssens
- Peter Michel als Rudy Degand
- Viv Van Dingenen als Karen Viaene
- Olivier Bisback als Securityman
- Marc Van Eeghem als Generaal Broens
- Tibo Vandenborre als Gert Borlée
- Mark Verstraete als Paul Borlée
- Rudy Morren als Joost Demeyere
- Joren Seldeslachts als Tim Huysmans
- Maaike Neuville als Marieke 'Malika' De Pauw
- Ikram Aoulad als Yasmin Tahiri

- Christel Domen als Gerda Verbruggen
- Gert Winckelmans als Frank Vandelo
- Maarten Mertens als Jo Stijnen
- Hilde Heijnen als Carine Lozie
- Elke Pattyn als zichzelf, VTM-nieuwsanker
- Ben Van Ostade als Minister van Justitie
- Vic De Wachter als Michel Lefever
- Daphne Wellens als Anna Lefever
- Leslie De Gruyter als Louis Van Sande
- Nabil Mallat als Zayn Bouhlarouz
- Ianka Fleerackers als Emma Willems

- Ward Kerremans als Lander Bossuyt
- Luc Verhoeven als Cafébaas
- Bieke Ilegems als zichzelf, ATV-nieuwsanker
- Robby Cleiren als Dominiek Vandermeersch
- Michaël Pas als Maxiem De Swaef
- Marc Lauwrys als Stef Baeyens
- Dahlia Pessemiers als Martine Vanhee
- Dolores Bouckaert als Danielle Deroo
- Bert Haelvoet als Wout Cardoen
- Manou Kersting als Stan Govaerts

## Afleveringen

### Seizoen 1
| Nr | Titel          | Eerste uitzending Vlaanderen | Regie             | Code  |
| -- | -------------- | ---------------------------- | ----------------- | ----- |
| 1  | Black Bloc     | 31 augustus 2015 (VTM)       | Jan Verheyen      | 01x01 |
| 2  | VIP            | 7 september 2015 (VTM)       | Jan Verheyen      | 01x02 |
| 3  | De informant   | 14 september 2015 (VTM)      | Jan Verheyen      | 01x03 |
| 4  | Anonymous      | 21 september 2015 (VTM)      | Joël Vanhoebrouck | 01x04 |
| 5  | Verloren zoon  | 28 september 2015 (VTM)      | Joël Vanhoebrouck | 01x05 |
| 6  | Heimat         | 5 oktober 2015 (VTM)         | Joël Vanhoebrouck | 01x06 |
| 7  | Peaceful Minds | 12 oktober 2015 (VTM)        | Pieter Van Hees   | 01x07 |
| 8  | Quarantaine    | 19 oktober 2015 (VTM)        | Eshref Reybrouck  | 01x08 |
| 9  | Het conflict   | 26 oktober 2015 (VTM)        | Eshref Reybrouck  | 01x09 |
| 10 | De mol         | 2 november 2015 (VTM)        | Pieter Van Hees   | 01x10 |

### Seizoen 2
| Nr | Titel             | Eerste uitzending Vlaanderen | Regie              | Code  |
| -- | ----------------- | ---------------------------- | ------------------ | ----- |
| 11 | Need to Know 1    | 25 februari 2022 (Streamz)   | Joël Vanhoebrouck  | 02x01 |
| 12 | Need to Know 2    | 25 februari 2022 (Streamz)   | Joël Vanhoebrouck  | 02x02 |
| 13 | Red Flags         | 25 februari 2022 (Streamz)   | Roel Mondelaers    | 02x03 |
| 14 | Het oordeel       | 25 februari 2022 (Streamz)   | Roel Mondelaers    | 02x04 |
| 15 | Biting Bugs       | 25 februari 2022 (Streamz)   | Hans Van Nuffel    | 02x05 |
| 16 | Rosetta           | 25 februari 2022 (Streamz)   | Hans Van Nuffel    | 02x06 |
| 17 | Vaderland         | 25 februari 2022 (Streamz)   | Mathieu Mortelmans | 02x07 |
| 18 | Madame Butterfly  | 25 februari 2022 (Streamz)   | Mathieu Mortelmans | 02x08 |
| 19 | Het vlindereffect | 25 februari 2022 (Streamz)   | Robin Pront        | 02x09 |
| 20 | Rafaël            | 25 februari 2022 (Streamz)   | Robin Pront        | 02x10 |